# 阿尔克伊-卡尚站
阿尔克伊-卡尚站（法語：Gare d'Arcueil - Cachan），是法国的一个铁路车站，属于大区快铁B线。开通于1846年6月7日，位于馬恩河谷省卡尚。属于第三收费区（法語：Zone 3），1977年12月9日大区快铁B线开始使用本站，本站亦服务于阿尔克伊。